# 32598 Vanialorenzi
32598 Vanialorenzi è un asteroide della fascia principale. Scoperto nel 2001, presenta un'orbita caratterizzata da un semiasse maggiore pari a 2,778646 UA e da un'eccentricità di 0,012236, inclinata di 1,650109° rispetto all'eclittica. Ha un diametro di 5,214 km.